# George Juskalian
George Juskalian (arménien : Գևորգ Ժուսգալեան), né le 7 juin 1914 à Fitchburg et mort le 4 juillet 2010 à Centreville, est un membre décoré des Forces armées des États-Unis qui sert pendant plus de trois décennies et combat au cours de la Seconde Guerre mondiale, de la guerre de Corée et de la guerre du Viêt Nam.
Après l'obtention de son diplôme à l'université de Boston, Juskalian entre dans l'United States Army en tant que second-lieutenant en juin 1936. Pendant la Seconde Guerre mondiale, il sert avec l'infanterie pendant la campagne nord-africaine et prend part à l'opération Torch. À la bataille de Kasserine, il est capturé par les troupes allemandes et demeure prisonnier de guerre pendant 37 mois. Pendant la guerre de Corée, il commande un bataillon d'infanterie. Il est ensuite affecté à Téhéran où il devient conseiller pour l'armée impériale iranienne (en) tout au long de 1957 et 1958. Pendant la guerre du Viêt Nam, Juskalian assume à nouveau des fonctions consultatives, en travaillant avec l'armée sud-vietnamienne entre 1963 et 1964 avant de servir comme inspecteur général du MACV sous le commandement du général William Westmoreland.
Juskalien se retire de l'armée avec le grade de colonel en 1967 et il est l'un des Arméno-Américains les plus décorés à avoir servi dans l'Armée des États-Unis. Ses décorations incluent deux insignes d'infanterie de combat, deux Silver Star, la Legion of Merit, quatre Bronze Star et l'Air Medal. Il reçoit également la médaille Nersès Chnorhali du Catholicossat de tous les Arméniens en 1988. Le bureau de poste de Centreville en Virginie, sa ville natale, est nommé « Colonel George Juskalian Post Office Building » en son honneur.

## Famille et jeunesse

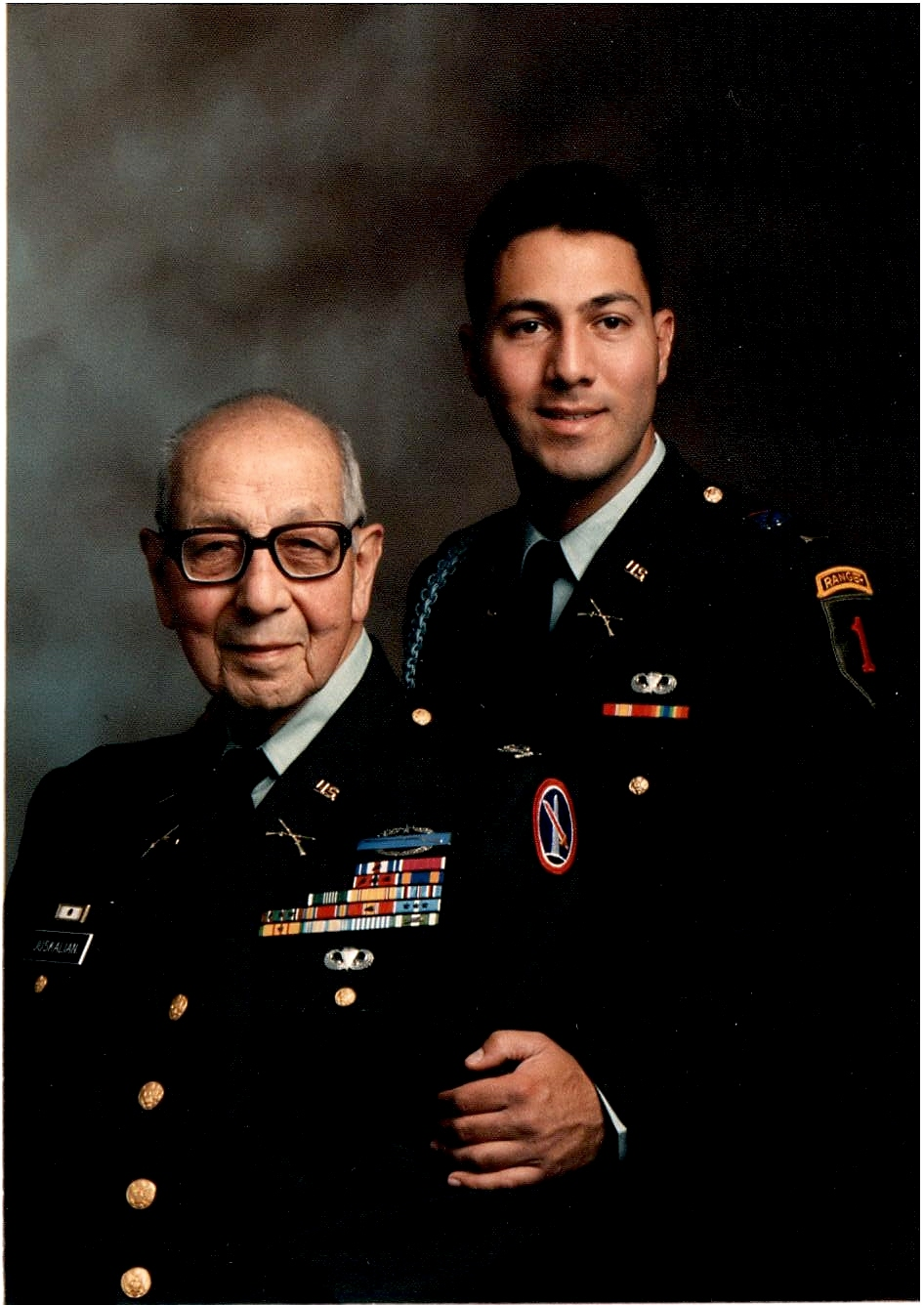
George Juskalian et son fils Kevork Juskalian.

La famille Juskalian est une famille d'origine arménienne. Le père de George Juskalian, Kevork Juskalian (1861-1938), est originaire de Kharpert et sa mère Maritza (1876-1960) de Arapgir, alors dans l'Empire ottoman. Kevork Juskalian est parmi les premiers diplômés du Euphrates College (en) à Kharpert vers 1881. Il sert comme un fonctionnaire du gouvernement local turc à Mezire, un village près de Kharpert. Il est ensuite invité à travailler au consulat de Perse à Mezire jusqu'à ce qu'il soit rappelé par le gouvernement turc pour superviser onze villages de la région de Kharpert. Kevork Juskalian estime qu'il n'y a aucun avenir pour lui dans la Turquie ottomane et décide d'émigrer aux États-Unis avec sa famille. Il arrive à Ellis Island le 15 novembre 1887 faisant de la famille Juskalian l'une des premières familles Arméniennes à venir s'installer aux États-Unis. Kevork trouve un emploi chez Iver Johnson Arms & Cycle Works à Worcester au Massachusetts. Il contribue à la création de l'Église arménienne de notre Sauveur le 18 janvier 1891.
En 1893, Kevork retourne à Kharpert et épouse Maritza Ferrahian, fille de Krikor et Yeghisapet (Yesayan) Ferrahian. En raison des massacres hamidiens, Kevork et Maritza retournent aux États-Unis et Kevork retrouve la compagnie Iver Johnson Arms & Cycle Works. George né le 7 juin 1914 à Fitchburg dans le Massachusetts. C'est le plus jeune fils de Kevork et Maritza. Juskalian grandi à Fitchburg, fréquente les écoles locales et obtient son diplôme de fin d'étude à la Fitchburg High School en 1932. Il poursuit ses études à l'université de Boston dont il sort diplômé en 1936 avec un baccalauréat universitaire en journalisme.
Le 31 août 1951, Juskalian épouse Beatrice MacDougall, la veuve du lieutenant Jack W. Kirk, un de ses premiers commandants de compagnie,. Juskalian et Beatrice MacDougall ont un fils qui vit à Stockbridge. Le mariage prend fin par un divorce en 1958. En 1970, il épouse sa deuxième femme, Lucine Barsoumian, une Arménienne originaire d'Alep en Syrie. Ensemble, ils ont un fils nommé Kevork et une fille nommée Elissa. Kevork est diplômé de l'université George Mason en mai 1996 avec une maîtrise en transactions internationales, puis rentre dans l'armée comme second-lieutenant. Après son second mariage, Juskalian et son épouse visitent de nombreux pays notamment le Liban, l’Égypte, l'Italie, la France, l'Espagne et sa terre natale d'Arménie. En 1989, Juskalian avec sa famille déménage à Centerville en Virginie. George Juskalian est également le cousin de Ernest H. Dervishian (en), récipiendaire le la Medal of Honor pour son service dans l'armée des États-Unis pendant la Seconde Guerre mondiale.

## Carrière militaire

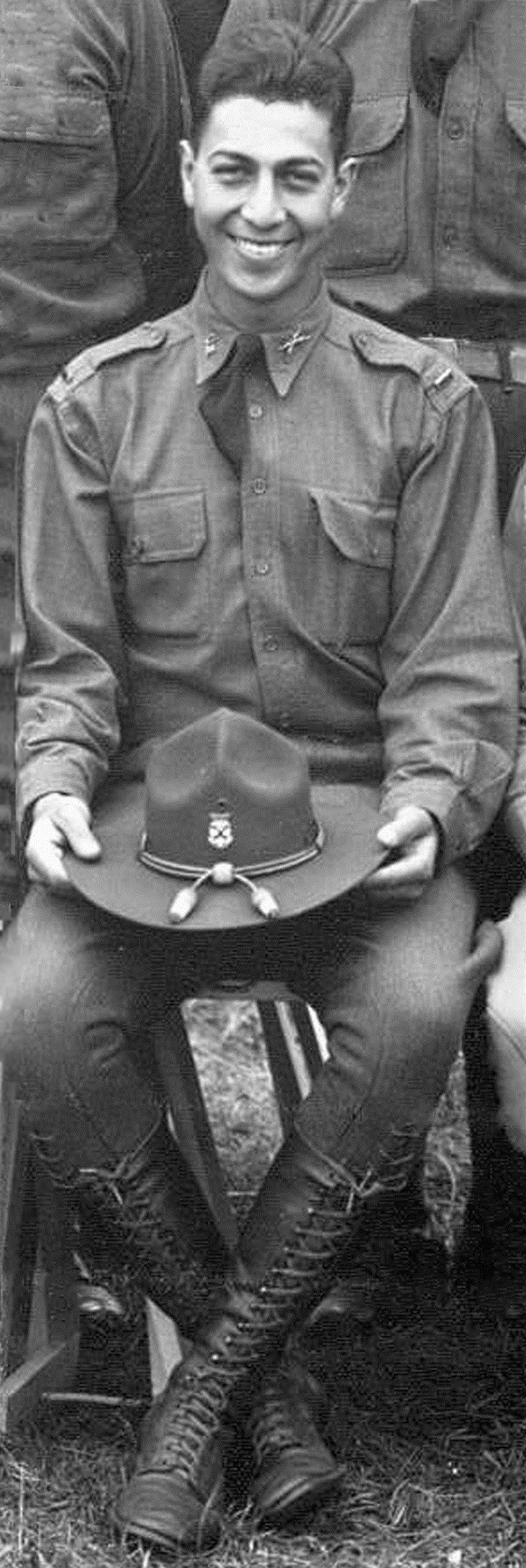
George Juskalian au Reserve Officers Training Corps.

### Début de carrière
Tout en étudiant à l'université de Boston, Juskalian entreprend la formation militaire en tant qu'élément du Reserve Officers Training Corps. Après l'obtention de son diplôme universitaire, il entre dans United States Army comme un second lieutenant et en juin 1936, il est assigné en tant qu'officier dans l'administration d'un camp du Civilian Conservation Corps à Brewster dans le Massachusetts, où il participe à la construction d'un parc national,. Après avoir quitté le service actif, Juskalian a l'intention d'étudier le droit à l'American University à Washington, mais avec la mort de son père en 1938, il renonce à cette perspective et retourne à Fitchburg pour retrouver sa mère et aider son beau-frère dans son affaire de nettoyage à sec. Cette même année, après avoir passé un examen du gouvernement, Juskalian travaille à la classification d'empreintes digitales pour le Federal Bureau of Investigation (FBI), et participe notamment à la recherche de John Dillinger. Il se porte ensuite volontaire pour retrouver le service actif en 1939.
Juskalian commence son service actif à Fort Devens (en) dans le Massachusetts, et il est promu au rang de premier-lieutenant en novembre 1940. Juskalian reçoit le commandement d'une compagnie de 200 hommes après la réorganisation de la 1re division d'infanterie. En février 1942, Juskalian est promu au grade de capitaine et affecté au Camp Blanding (en) en Floride, avant de rejoindre Fort Benning en Géorgie, puis Indiantown Gap Military Reservation (en) en Pennsylvanie, pour recevoir une formation complémentaire et une préparation au combat. En août 1942, Juskalian monte à bord du RMS Queen Mary et, avec les 15 000 autres soldats de la 1re division d'infanterie, est expédié en Europe.

### Seconde Guerre mondiale

#### Campagne d'Afrique du Nord
Les soldats de la 1re division d'infanterie sont parmi les premières troupes américaines expédiées sur le théâtre européen pendant la guerre. La division débarque près de Glasgow en Écosse avant de rejoindre une base de l'armée britannique près de Londres pour continuer la formation. Juskalian, qui devient officier en second pour les plans et opérations de l'état-major régimentaire, se rend à Inveraray en Écosse, afin de préparer la campagne nord-africaine. Juskalian participe à l'opération Torch au sein du 26e régiment d'infanterie (en), 1re division d'infanterie commandé par Theodore Roosevelt Junior. Les Alliés, qui ont organisé trois Task Force amphibies, ont pour objectif de saisir les principaux ports et aérodromes au Maroc et en Algérie tout en ciblant à la fois Casablanca, Oran et Alger. L'unité de Juskalian fait partie de la Task Force chargée d'envahir le port d'Oran.
Débarquant à Oran le 8 novembre 1942, l'objectif principal de la 1re division d'Infanterie est l'Afrika Korps commandé par Erwin Rommel ; son objectif secondaire est de soutenir l'avancée de Bernard Montgomery contre les forces italiennes. Finalement, la 1re division d'infanterie enfonce la résistance allemande et escalade le mont Djebel. Oran tombe aux mains des Alliés le 10 novembre et l'unité de Juskalian pousse vers l'est en Tunisie, atteignant la frontière entre l'Algérie et la Tunisie le 15 janvier 1943. Là, la Task Force rencontre la résistance des troupes allemandes et italiennes.
Pendant que les combats continuent dans la vallée de Makthar, Juskalian est affecté au quartier général du 26e régiment d'infanterie. Et en tentant de sauver la vie d'un autre soldat à la suite de combats intenses, il est capturé par les troupes allemandes à la bataille de Kasserine en Tunisie le 28 janvier,,. Juskalian décrit sa capture de la façon suivante : « Un de nos officiers de renseignement était sorti pour vérifier la situation et l’information qu'il avait été blessé là-bas quelque-part nous est revenue. Un autre officier et moi sommes sortis dans une jeep et nous l'avons trouvé, mais il était mort. Puis nous sommes tombés sous le feu, donc nous ne pouvions pas le tirer hors de là ». Après avoir demandé au chauffeur de retourner au poste de commandement, Juskalian décide de se renseigner sur les conditions des autres soldats américains : « Je pensais qu'ils allaient tous bien parce que nous n'avions pas reçu d’information contraire, mais ils avaient été envahis par les Allemands ». Ayant perdu ses lunettes, Juskalian ne peut distinguer les soldats allemand qui l'approchent et qui le font donc prisonnier. Juskalian dit au sujet de sa capture : « J'étais irrité contre moi-même d'avoir été si téméraire, je n'aurais pas dû être là ». Juskalian apprend par la suite, alors qu'il est encore prisonnier de guerre, qu'il a été honoré d'une Silver Star pour sa tentative de sauvetage. Après ses deux premiers jours d'emprisonnement, il est promu major,.

#### Prisonnier de guerre
Juskalian passe les vingt-sept prochains mois comme prisonnier de guerre dans divers camps en Italie, en Pologne et en Allemagne,. Après avoir été interrogé à Kairouan, il est envoyé avec les autres prisonniers américains à Tunis et transporté par avion à Naples, puis au camp de prisonniers britannique Oflag IX-A/Z à Rotenburg an der Fulda où il reste jusqu'au 6 juin 1943, lorsqu'il est transférés à l'Oflag 64 (en) à Szubin en Pologne, puis à Hammelburg en Allemagne,.

##### Oflag IX-A/Z à Rotenburg, Allemagne
Les prisonniers de guerre britanniques fournissent aux Américains les conseils nécessaires concernant la vie du camp, les rations partagées et les vêtements envoyés par la Croix-Rouge britannique. Les Britanniques, qui sont en train de creuser un tunnel pour s'évader, demandent l'aide aux Américains. Juskalian décrit plus tard l'opération: « Je me suis porté volontaire, bien que je sois claustrophobe depuis qu'un ami d'enfance m'a enfermé dans une poubelle de bois pour faire une farce. Quand je regarde en arrière, je me demande comment je l'ai fait. Quand je pense à cela, j'ai des sueurs froides. D'une façon ou d'une autre, j'ai réussi à trouver la volonté de le faire. Le tunnel avait déjà quelque 25 à 30 mètres de long et s'étendait au-delà de la clôture de barbelés. Mais ceux en charge voulait le prolonger de manière que sa sortie se fasse près des rives de la rivière Fulda, afin que, à l'ouverture du tunnel, les gardiens sur les tours ne puissent pas apercevoir les évadés ».
Le tunnel mesure environ 1 m de haut pour 1 m de large. L'éclairage dans le tunnel est fourni par des bougies de fortune. Les prisonniers utilisent des outils de creusage improvisés et des pelles construites à partir de biscuits britanniques et leurs poignées à partir des lamelles en bois de leurs lits. Des boîtes sont également utilisées pour créer une conduite d'air frais à travers le tunnel avec l'aide d'un ventilateur à manivelle situé à l'entrée du tunnel. Un traîneau, fait de lattes de bois avec une base pour le faire glisser facilement sur le sol en terre du tunnel, est utilisé pour transporter les sacs de sable. Juskalian a décrit la méthode utilisée pour éliminer le sable : « La méthode utilisée pour dissimuler le sable était ingénieuse. Le sable était versé dans des sacs de jute fait de façon discrète à partir des emballages de la Croix-Rouge, puis rapidement passé le long d'une ligne de pompier improvisée à travers le bâtiment et dans le grenier. Là, il a été déversé entre les murs extérieurs et intérieurs où il y avait un large espace pour l'isolation. Littéralement des tonnes de sable pourraient être disposées là avant que l'espace ne soit rempli ».
Mais avant que le tunnel ne soit terminé, les Allemands décident de transférer les prisonniers américains vers l'Oflag 64 (en) à Szubin en Pologne. Juskalian estime qu'à ce moment, il manque encore 30 m au tunnel pour atteindre son but sur la rive de la rivière Fulda. Deux prisonniers de guerre américains font alors semblant d'être malades pour rester dans le camp de Rotenburg et continuer à travailler sur le tunnel afin de pouvoir s'échapper. Les deux Américains, qui finalement rejoignent le reste des prisonniers américains à l'Oflag 64, relaient la nouvelle que le tunnel a été découvert par les gardes allemandes avec l'aide d'un espion parmi les prisonniers de guerre.

##### Oflag 64 à Szubin, Pologne

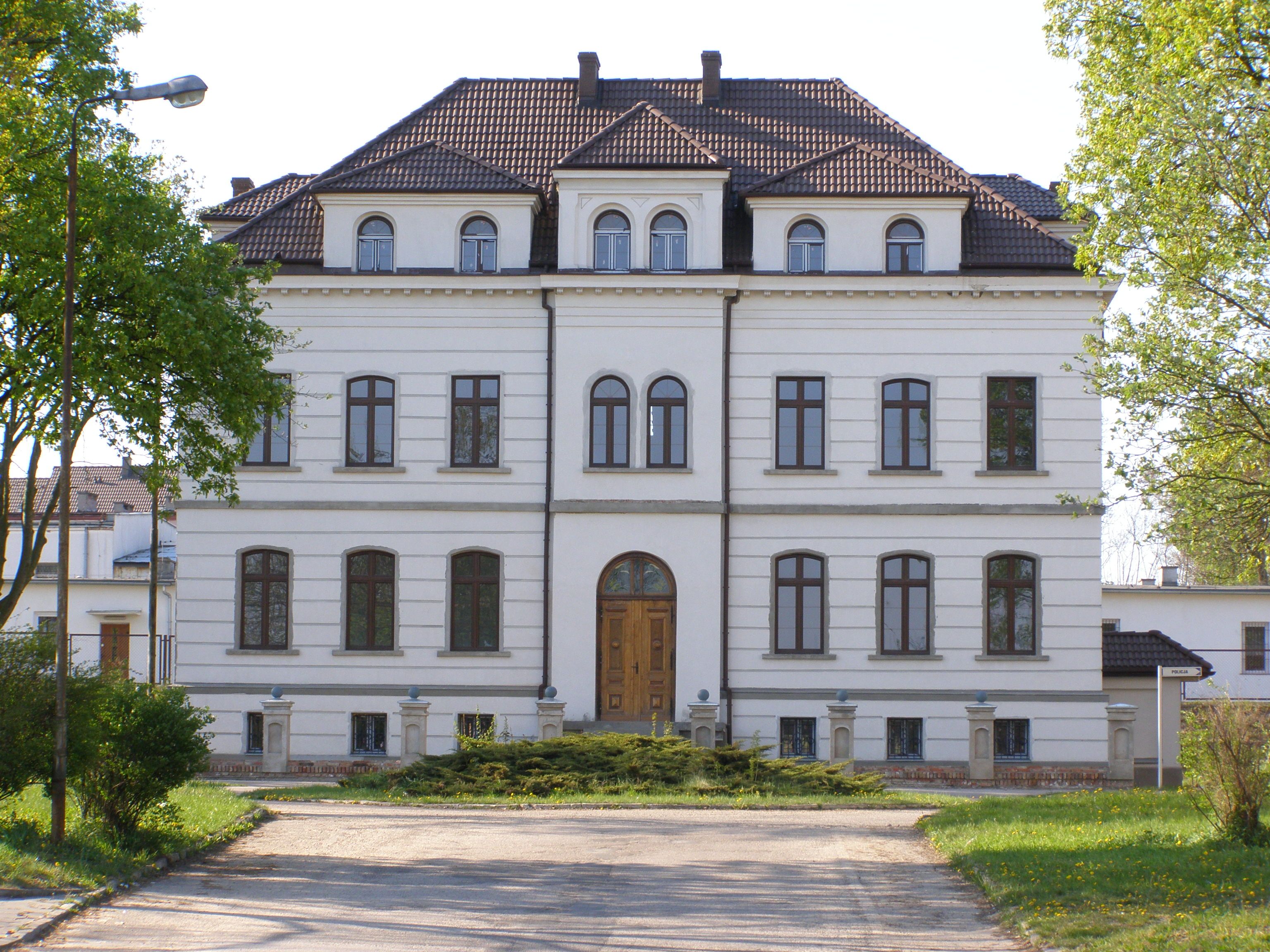
L' où Juskalian passe plus de dix-neuf mois en tant que prisonnier de guerre.

Juskalian passe dix-neuf mois et demi de ses vingt-sept mois d'emprisonnement à l'Oflag 64. Les prisonniers de guerre du camp entreprennent diverses activités de loisir, y compris la mise en scène de pièces de théâtre, la musique, la lecture, l'athlétisme et l'apprentissage des langues. Pendant ce temps, Juskalian devient un rédacteur en chef d'un journal mensuel qui est publié avec l'aide d'un garde qui possède une imprimerie locale. Le journal présente des histoires de la maison, des bandes-dessinées, des photos de pin-up et des articles sur les sports et les activités du camp.
En juin 1944, les prisonniers de guerre américains organisent une fête pour le premier anniversaire de leur présence dans le camp. Cette dernière coïncide avec le débarquement de Normandie et les Allemands soupçonnent les prisonniers de guerre américains d'avoir délibérément planifié la fête car ils avaient connaissance de cette opération. Le commandant de l'Oflag 64, pour obtenir des conseils et une assistance, appelle le quartier-général supérieur qui envoie la Gestapo enquêter. Cette dernière fouille les chambres des Américains afin de trouver des preuves de communication extérieure. Cependant, en partageant avec l'officier entreprenant la fouille, un des cigares que son beau-frère, Hagop Chiknavorian, lui a donné, Juskalian réussi à distraire et à amadouer les Allemands.

##### Oflag XIII B à Hammelburg et Nuremberg, Allemagne
Le 21 janvier 1945, les troupes allemandes ainsi que leurs prisonniers de guerre commencent à se déplacer vers l'ouest et Allemagne pour éviter l'avancée des Soviétiques. Juskalian et d'autres prisonniers de guerre américains arrivent le 1er mars 1945 à Parchim, au nord-est de Berlin. Puis, durant 48 jours, les prisonniers de guerre parcourent 560 km de Parchim à l'Oflag XIII-B à Hammelburg en wagons couverts, selon Juskalian, « emboités comme des sardines ». Pendant son temps à Hammelburg, Juskalian rencontre un autre prisonnier de guerre arménien, le capitaine Peter Mirakian de Philadelphie. Ensemble, ils découvrent que l'un des prisonniers de guerre soviétiques est également arménien. Mirakian et Juskalian, prennent sur leurs rations limitées pour lui donner en cachette de la nourriture,.

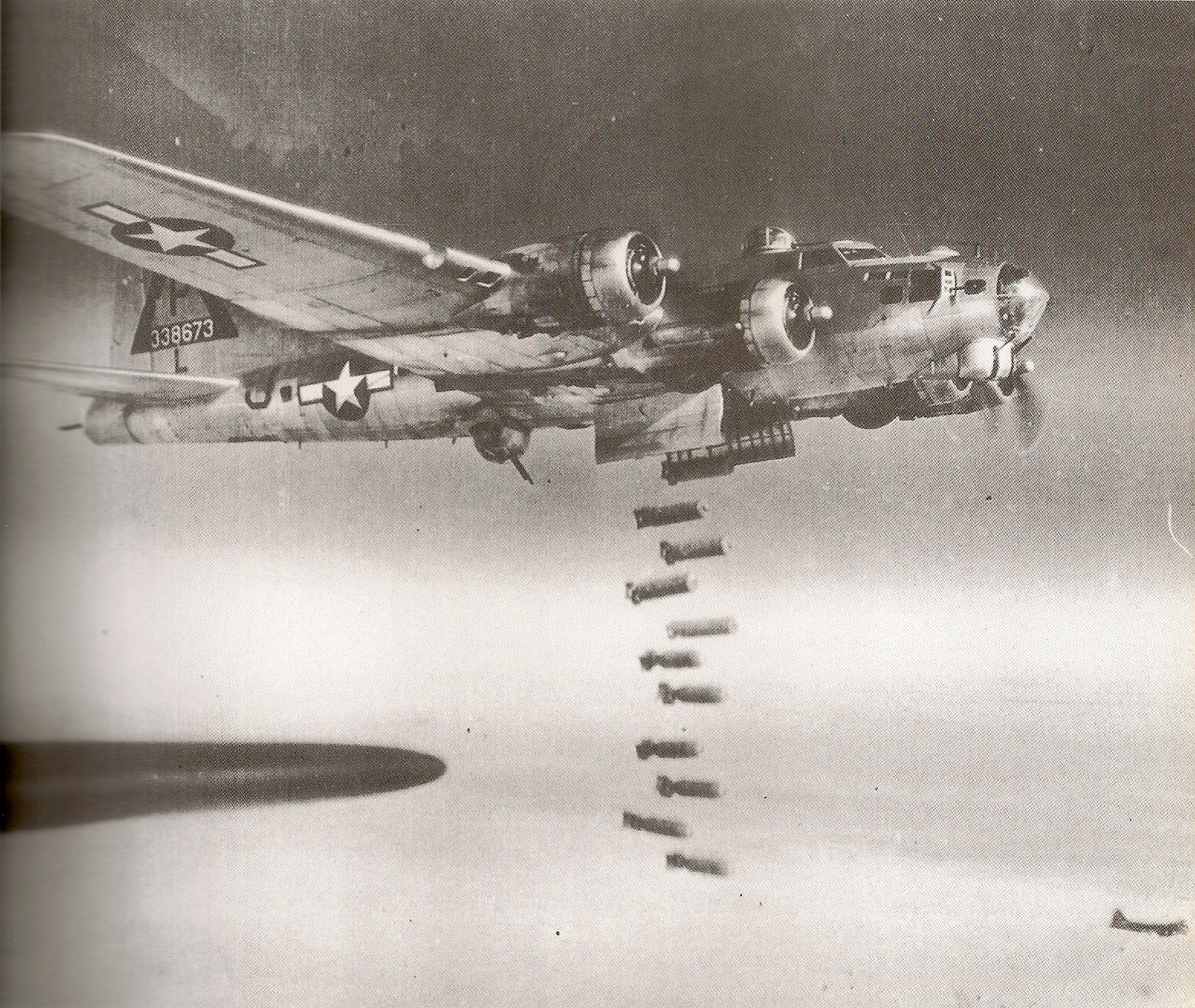
Un B-17 largue ses bombes sur Nuremberg en 1945.

Le camp de Hammelburg contient un grand nombre de prisonniers américains, y compris le gendre de George Patton, le lieutenant-colonel John K. Waters (en). Afin de sauver Waters, une force opérationnelle issue de la 4e division blindée américaine est envoyée pour libérer le camp. Les gardiens allemands ont fui devant l'arrivée des Américains, mais ces derniers ne disposent pas assez de véhicules pour évacuer tous les prisonniers de guerre du camp. Mirakian et Juskalian s'échappent alors par une ouverture dans la clôture et prennent la route de Francfort-sur-le-Main espérant atteindre les lignes américaines, mais une patrouille allemande les capture, et ils sont immédiatement envoyés à Nuremberg. Juskalian a par la suite remarqué : « Nous étions fatigués et déprimés mais reconnaissants d'être en vie ». Pendant sa détention à Nuremberg, les Américains commencent à bombarder la ville. Juskalian décrit le moment avec ses propres mots : « Nous étions en train de nous réjouir, et nos gardes s'irritaient, mais les bombes sont tombées sur nous aussi, et j'étais sûr que nous allions en prendre une. Une trentaine d'entre nous ont été tués. Je pensais à ma mère et combien il serait ironique d'être tué à la fin de la guerre - et par votre propre avion »,.
Après avoir survécu au bombardement, les prisonniers de guerre sont réinstallés dans un camp près de Munich. Les Allemands donnent l'occasion aux soldats blessés de retourner à Nuremberg afin d'obtenir un traitement ; ces derniers acceptent parce que cela leur permet de se rapprocher des lignes américaines. Le 17 avril, les troupes américaines sécurisent Nuremberg et libèrent les prisonniers de guerre,. Juskalian décrit l'événement : « Quand les Allemands ont essayé de voir si nous étions vraiment blessés, les Britanniques ont posé un panneau sur la porte disant « Peste », ce qui les a convaincu de rester dehors ; trois ou quatre jours plus tard, la 45e division d'infanterie américaine est rentrée dans Nuremberg et nous a libérée ». Juskalian est alors transporté à Paris en France et se présente à un poste militaire afin de demander une aide financière,, mais ne disposant pas d'identification officielle, elle est refusée. Un officier, qui connait le frère aîné de George, Richard (Dikran) et qui vit à Watertown, l'entend et reconnaît le nom de famille Juskalian. George confirme alors que Richard est bien son frère ce qui lui permet de recevoir l'aide demandée.

### Après-guerre

#### Retour aux États-Unis
À son retour aux États-Unis après la guerre, Juskalian est promu lieutenant-colonel. Il rejoint le Pentagone au bureau du chef d'état-major du secrétaire de l'US Army de 1945 à 1948,. Il est affecté comme secrétaire adjoint au secrétariat du département de la Guerre et de Dwight D. Eisenhower, alors chef d'état-major de l'US Army. Ses responsabilités comprennent le Joint Chiefs of Staff des États-Unis et le Combined Chiefs of Staff américano-britannique et la préparation de rapports pour Eisenhower,. Après son passage au Pentagone, il assiste au cours du Command and General Staff College à Fort Leavenworth au Kansas de 1948 à 1949. Il est ensuite affecté de l'École d'infanterie de Fort Benning en Géorgie, où il reste de 1949 jusqu'à l'été de 1952. Pendant son passage à l'école d'infanterie, il suit un entraînement de parachutisme dont il obtient la qualification.
Juskalian est ensuite affecté an Alaska en tant que commandant de l'Arctic Warfare School. Encore attristé par le souvenir d'avoir passé la majeure partie de la Seconde Guerre mondiale en tant que prisonnier de guerre, il demande à changer son affectation pour rejoindre les forces des États-Unis engagées dans des opérations de combat. Sa demande est approuvée et, à l'été 1952, il est envoyé en zone de combat dans la guerre de Corée.

#### Guerre de Corée

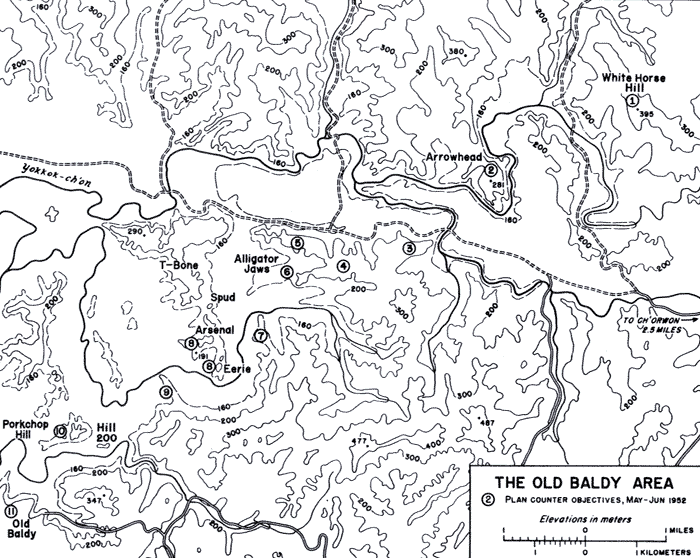
Carte de la zone d'Old Baldy et Pork Chop Hill.

Juskalian est assigné comme commandant de bataillon de 1952 à 1953. En 1953, il commande le 1er bataillon, 32e régiment, 7e division d'infanterie,. Lors du dernier hiver de la guerre, les Chinois tentent de percer la principale ligne de résistance des Nations unies et de capturer une série de collines. Le bataillon de Juskalian est assigné pour effectuer une contre-attaque sur une colline de 100 m de haut connue sous le nom de « Old Baldy » lors de la 5e bataille d'Old Baldy (en). Lorsque l'offensive chinoise s'arrête, Juskalian réorganise les forces sous son commandement et envoie les compagnies A et B, sous le commandement du premier-lieutenant Jack L. Conn, effectuer une seconde attaque afin de reprendre la colline, mais ils n'en conquièrent qu'un quart. Le 25 mars, Juskalian ordonne à la compagnie C, sous le commandement du premier-lieutenant Robert C. Gutner, d'attaquer depuis le nord-est, mais les forces chinoises arrêtent leur poussée. De nombreux membres de la compagnie C se retrouvent piégés sur le flanc droit de la colline Old Baldy, et Juskalian demande le soutien des tanks pour détruire les bunkers chinois et libérer 30 à 40 soldats de la compagnie. Dans la nuit du 26 mars, Juskalian reçoit des ordres du commandant du régiment, le colonel William B. Kern, pour retirer ses forces.
À l'est de cette colline, de lourds combats se déroulent autour de Pork Chop Hill (en), rendus par la suite célèbre avec le film La Gloire et la Peur avec l'acteur Gregory Peck. La force chinoise reçoit des renforts et devient numériquement supérieure aux Américains ; Juskalian ordonne alors de se replier. En raison de ses efforts et du retrait réussi des troupes, on lui attribue une deuxième Silver Star pour sa bravoure,. À la fin de la guerre en juin 1953, il et transféré au quartier-général de la 8e armée des États-Unis à Séoul et participe à l'échange de prisonniers de guerre qui prend place à Panmunjeom.

#### Missions en Iran, à New York et en France
Juskalian est affecté en tant qu'officier de la logistique au Military Assistance Advisory Group (en) (MAAG) à Téhéran en Iran en 1957. Il est ensuite promu Colonel et devient commandant de la division de formation de la première armée iranienne,. En tant qu'officier de logistique principal, Juskalian supervise les officiers de l'armée des États-Unis conseillant les officiers généraux de l'armée iranienne. Son bureau est également chargé de gérer l'apport annuel de matériel militaire et de construction des États-Unis aux forces armées iraniennes. Pendant son séjour en Iran, Juskalian rencontre de nombreux Arméniens à Téhéran, dont il conserve le contact jusqu'à la fin de sa vie.
Après sa mission en Iran entre 1957 et 1958, Juskalian visite Kharpert, le lieu de naissance de son père. Dans un article qu'il a écrit plus tard sur le voyage intitulé « Harput Revisited », paru dans le numéro d'avril 1959 de l'Armenian Review, Juskalian écrit : « J'ai essayé en vain de localiser la maison de mes parents. Mezireh, en tant que communauté, était vivant et se portait bien. Harput (Kharpert), d'autre part était morte, un paysage sombre de débris où autrefois fièrement se dressaient un collège, des écoles, des églises, des magasins et des maisons. Il n'y avait même pas une tombe sur laquelle pleurer et prier pour les âmes de ceux dont je suis issu ».
Après avoir accompli ses fonctions en Iran, Juskalian assume le rôle de chef d'opérations et de formation au quartier-général de la 1re armée qui commande toutes les installations de l'armée américaine en Nouvelle-Angleterre et dans les États de New York et du New Jersey. Son affectation à New York est interrompu par la crise de Berlin de 1961, et Juskalian est envoyé en France pour rejoindre le 1er Commandement Logistique. Et lorsque le 1er Commandement logistique est fusionné avec le 4e Commandement logistique à Verdun, Juskalian est transféré à ce commandement, en tant que chef des plans, des opérations et de la formation (G-3).

#### Guerre du Viêt Nam

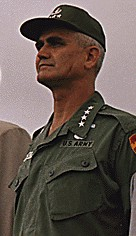
Le général William Westmoreland en 1966.

Après ses affectations à New York et en France, Juskalian se porte volontaire pour combattre au Viêt Nam à la fin du printemps de 1963. Il arrive à Saïgon en août 1963 et occupe un poste de conseiller adjoint du 4e corps de l'Armée de la République du Viêt Nam stationné dans le delta du Mékong. Après six mois, Jukalian est affecté au quartier général du Military Assistance Command, Vietnam (MACV) pour servir d'inspecteur général sous le commandement du général William Westmoreland, le commandant du MACV,. Dans le cadre de ses fonctions, il voyage à travers le sud du Vietnam pour effectuer des visites d'inspection sur de nombreuses installations militaires. De passage dans le quartier des officiers à Da Nang, il trouve un cendrier du restaurant Omar Khayyam de George Mardikian (en) à San Francisco, objet qu'il conserve comme souvenir jusqu'à la fin de sa vie. Pour son service dans la guerre du Viêt Nam, Juskalian est récompensé d'une Air Medal et d'une Bronze Star.
Juskalian retourne aux États-Unis en août 1964 et est affecté au quartier général du District militaire de Washington (en) (MDW) comme chef d'état-major adjoint pour les opérations et la formation, son dernier poste à l'armée avant sa retraite. Pendant ses trois années au MDW, il est président du Comité exécutif militaire mixte qui est principalement responsable de la planification et de la mise en œuvre de tous les arrangements pour la participation des services militaires à l'inauguration du président Lyndon B. Johnson en janvier 1965.

## Retraite militaire
Juskalian se retire de l'armée le 30 avril 1967, et reçoit la Legion of Merit. Après sa retraite, il s'installe à Arlington en Virginie. Juskalian travaille pendant huit ans comme directeur des admissions aux études supérieures de la Southeastern University (Washington, D.C.) (en). Il obtient une maîtrise en administration des affaires publiques en 1977 à l'âge de soixante ans. Il est membre de nombreuses organisations d'anciens combattants, y compris l'American Legion, la Veterans of Foreign Wars, la Disabled American Veterans (en), l'American Ex–Prisoners of War (en), la Military Officers Association of America (en) et la 1st Infantry Division Association for the Uniformed Services (NAUS). Il effectue un mandat en tant que premier vice-président de la NAUS et comme commandant de la section de Virginie du Nord de l'American Ex–Prisoners of War. En 1982, Juskalian est nommé pour un mandat de trois ans au Comité consultatif de l'administration des anciens combattants pour les anciens prisonniers de guerre. Dans la mesure du possible, il assiste à des réunions annuelles avec d'anciens prisonniers de guerre de l'Oflag 64 et aux conventions nationales annuelles de l'American Ex–Prisoners of War. Il est également nommé membre du Comité consultatif de rédaction du journal The Washington Times, créé en 1983.
Juskalian est également une figure importante dans la communauté arménienne. Il sert à l'Église apostolique arménienne de St. Mary's et au Conseil diocésain du diocèse oriental de l'Église arménienne d'Amérique pour un mandat de dix ans,. Il est aussi membre du comité central de l'Union générale arménienne de bienfaisance et de l'Assemblée Arménienne d'Amérique (en). Il participe à l'organisation d'un service commémoratif pour les anciens combattants Arméno-Américains au Cimetière national d'Arlington le 21 mai 1978, où les tombes de quarante-neuf vétérans arméniens américains, couvrant la période de la guerre hispano-américaine à la guerre du Vietnam, sont décorés d'œillets. Juskalian se porte également volontaire dans les écoles locales où il souligne constamment l'importance de la fonction publique et partage son expérience avec les étudiants.
Juskalian meurt le 4 juillet 2010. Une procession funéraire est organisée à l'église apostolique arménienne de St. Mary's à Washington D.C. Il est enterré dans la section des prisonniers de guerre du cimetière national d'Arlington.

## Hommages et reconnaissance

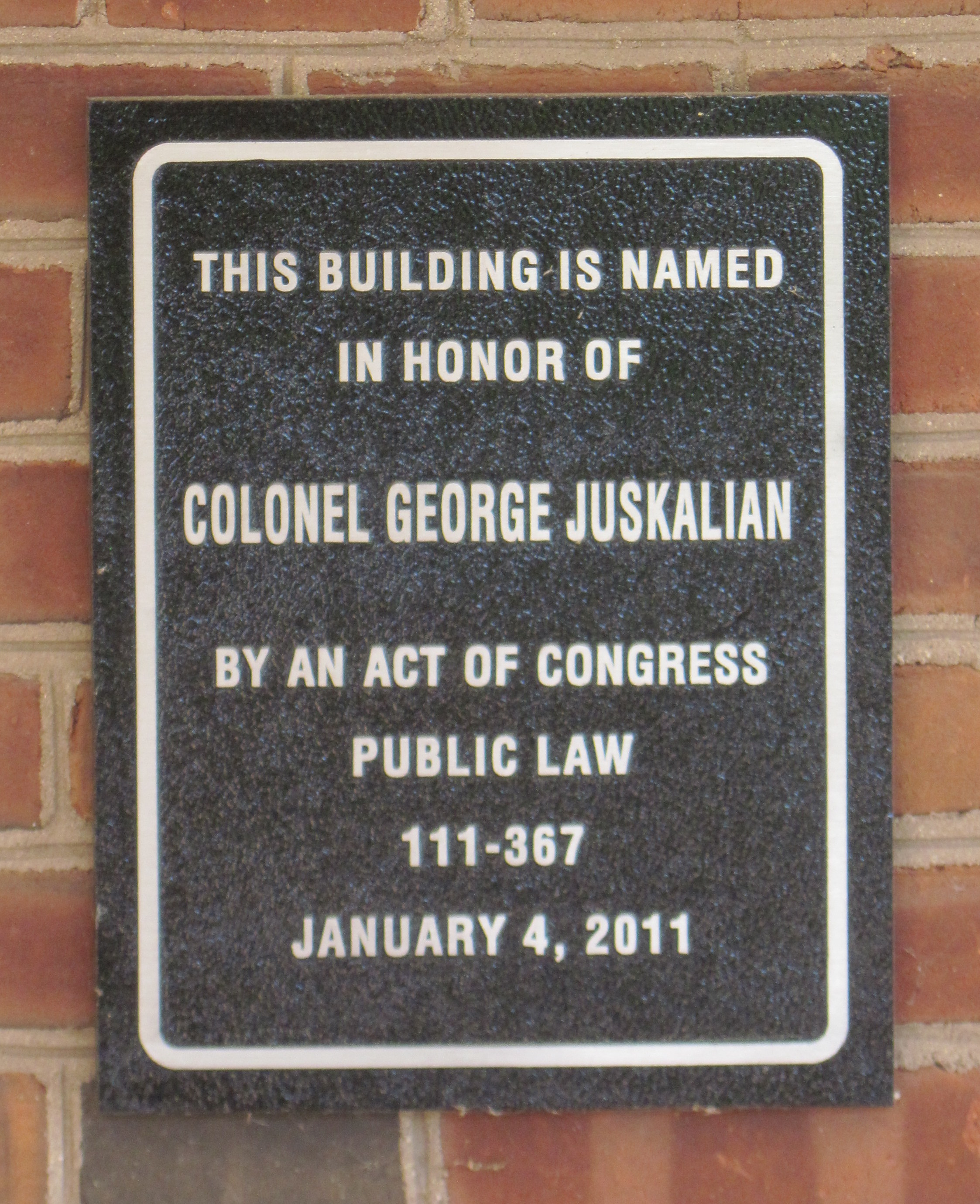
Plaque à l'entrée du Colonel George Juskalian Post Office Building.

En 1988, Juskalian reçoit les « St. Nerses Shnorhali Award » et « Lifetime Achievement and Pastor's Recognition Award » décerné par Vazguen Ier, Catholicos de tous les Arméniens pour son dévouement à la communauté arménienne,. Lors d'une cérémonie marquant le soixante-quatorzième anniversaire de la communauté arménienne de Washington, l'ambassadeur d'Arménie aux États-Unis, Tatoul Markarian (en), exprime sa reconnaissance pour les nombreuses contributions du colonel Juskalian à la communauté arménienne et le félicite pour ses réalisations.
Juskalian apparait dans la série documentaire Americans At War (en) de l'United States Naval Institute. Chaque épisode de la série documentaire présente un vétéran des États-Unis racontant un moment déterminant de son service au sein des forces armées des États-Unis. Le 23 avril 2007, le Fairfax County Board of Supervisors (en) honore Juskalian pour son héroïsme et son service honorable des États-Unis. Et à la suite de la mort de Juskalian le 4 juillet 2010, le sénateur de Virginie Jim Webb écrit: « Je crois comprendre que le colonel Juskalian était l'un des anciens combattants arméno-américains les plus décorés à servir dans l'armée américaine. Je suis sûr que son dévouement à servir la communauté arméno-américaine va manquer et sa contribution ne sera pas oubliée »
Le 21 mai 2011, le président Barack Obama signe la résolution de la Chambre no 6392 de la 2e session du 111e Congrès qui nomme le bureau de poste situé au 5003 Westfields Boulevard à Centerville en Virginie : « Colonel George Juskalian Post Office Building »,. La cérémonie est célébrée au bureau de poste le même jour à laquelle participent les amis, la famille, les politiciens, les anciens prisonniers de guerre, les anciens combattants et les membres de la communauté arménienne. Parmi les participants figurent le membre du Congrès des États-Unis, Frank Wolf, le délégué de Virginie, Jim LeMunyon (en), et le membre du conseil des superviseurs du comté de Fairfax, Michael Frey,. Au cours de la cérémonie, des lettres d'hommage sont lues par l'ancien sénateur John Warner et l'ancien sénateur et candidat à la présidence Bob Dole.

## Décorations et récompenses militaires
Les décorations et récompenses militaires de George Juskalian incluent :
|                                    |                                                                             |                                         |                                       |
| Bronze oak leaf cluster            |                                                                             |                                         |                                       |
|                                    | Bronze oak leaf cluster · Bronze oak leaf cluster · Bronze oak leaf cluster |                                         |                                       |
|                                    |                                                                             |                                         | Arrowhead · Bronze star · Bronze star |
| A blue ribbon with a gold outline. | Bronze star                                                                 | Bronze star · Bronze star · Bronze star | Bronze star                           |
|                                    | A blue ribbon with a gold outline.                                          |                                         |                                       |
|                                    |                                                                             |                                         |                                       |
|                                    |                                                                             |                                         |                                       |

| 1re rangée | Badge d'infanterie de combat avec une étoile | Badge d'infanterie de combat avec une étoile       | Badge d'infanterie de combat avec une étoile | Badge d'infanterie de combat avec une étoile                                          |
| 2e rangée  | Silver Star avec une feuille de chêne        | Silver Star avec une feuille de chêne              | Silver Star avec une feuille de chêne        | Silver Star avec une feuille de chêne                                                 |
| 3e rangée  | Legion of Merit                              | Bronze Star avec trois feuilles de chêne           | Air Medal                                    | Army Commendation Medal                                                               |
| 4e rangée  | Prisoner of War Medal                        | American Defense Service Medal                     | American Campaign Medal                      | Europe-Africa-Middle East Campaign Medal avec deux campaign stars et Arrowhead device |
| 5e rangée  | World War II Victory Medal                   | National Defense Service Medal avec 1 service star | Korean Service Medal avec 3 campaign stars   | Vietnam Service Medal avec 1 campaign star                                            |
| 6e rangée  | Armed Forces Reserve Medal                   | United Nations Korea Medal                         | Vietnam Campaign Medal                       | Korean War Service Medal                                                              |
| 7e rangée  | Badge de parachutiste                        | Badge de parachutiste                              | Badge de parachutiste                        | Badge de parachutiste                                                                 |
| 8e rangée  | Republic of Korea Presidential Unit Citation | Republic of Korea Presidential Unit Citation       | Republic of Korea Presidential Unit Citation | Republic of Korea Presidential Unit Citation                                          |

## Publications
Juskalian a écrit pour plusieurs revues notamment sur des sujets concernant les arméniens ou l'armée. On peut noter :
- (en) George Juskalian, « Harput Revisited », The Armenian Review,‎ avril 1959 : Il raconte sa visite dans le village natal de son père, Harput, en Turquie.
- (en) George Juskalian, « Why Didn't They Shoot More ? », Army Combat Forces Journal, vol. V, no 2,‎ septembre 1954, p. 35 : Il dépeint ses batailles pendant la guerre de Corée.
- (en) George Juskalian, « A Journey to New Julfa », Armenian Review,‎ mai 1960 : Il décrit sa visite à La Nouvelle-Djoulfa, une ville essentiellement peuplée d'Arméniens peuplée en Iran et conclut que la ville a perdu la plupart de son importance et de sa vitalité.
- (en) George Juskalian, « East is East and West is West », Ararat Quarterly (en), vol. XIII, no 4,‎ 1973, p. 19 : Il raconte sa visite avec la famille Sagoyenne, une famille arménienne qui l'a reçu pendant qu'il était au Japon.
- (en) George Juskalian, « The Life You Save », Ararat Quarterly, vol. XXIV, no 2,‎ 1988, p. 48.